# Sasha Waltz
Sasha Alexandra Waltz (8 de març de 1963, Karlsruhe) és una coreògrafa, ballarina i directora d'òpera alemanya, una de les coreògrafes més innovadores del panorama europeu, líder de la companyia de dansa Sasha Waltz & Guests i co-directora artística del Berlin State Ballet.

## Biografia

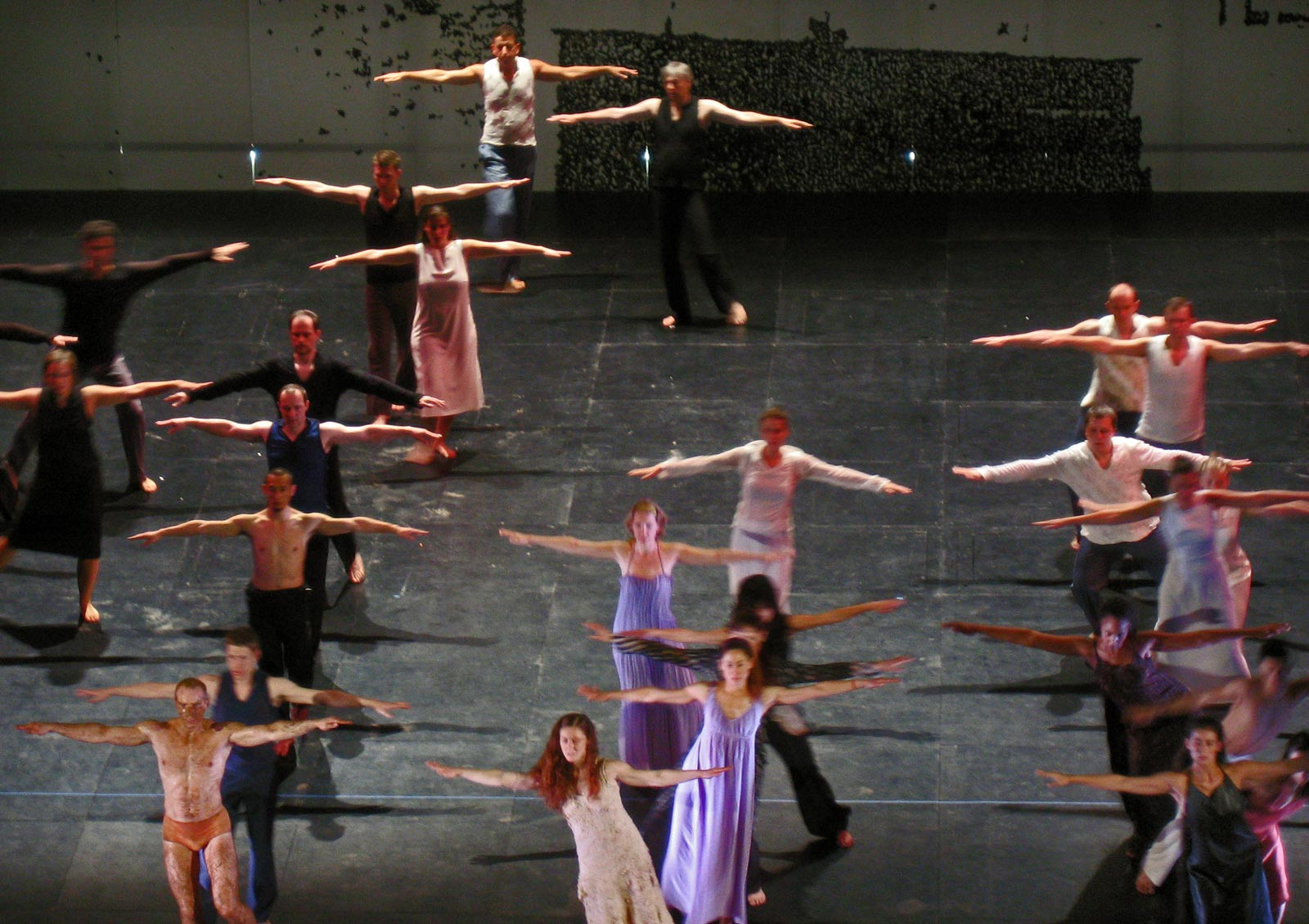
Espectacle de Sasha Waltz al Staatsoper de Berlín el 2006

Sasha Waltz començà a ballar als cinc anys amb Waltraud Kornhaas, alumna de Mary Wigman, a Karlsruhe. De 1983 a 1986, estudià a la School for New Dance Development a Amsterdam, a continuació marxa a Nova York on treballà amb Pooh Kaye, Yoshiko Chuma i Lisa Kraus. Durant aquest període col·laborà igualment amb Tristan Honsinger, Frans Poelstra i Mark Tompkins. De retorn a Berlín, va crear la seva primera coreografia important amb Dialoge, el 1992. L'any següent fundà, amb Jochen Sandig, la seva pròpia companyia, Sasha Waltz & Guests, ubicada a Berlín i crea una obra fundadora, Travelogue I - Twenty to Eight, que ballà amb Nasser Martin-Gousset i que marcaria el començament de la seva primera trilogia de post-dansa-teatre. El 1996 funda la Sophiensæle, un centre cultural, a Berlín (Mitte), avui espai de referència europeu. Són d'aquells anys les produccions Na Zemlje (1998), Dialoge 99/I i Dialoge 99/II, per al museu jueu de Berlín.
Ha codirigit, de 1999 a 2004, la Schaubühne am Lehniner Platz de Berlín, amb Jens Hillje i el director d'escena Thomas Ostermeier. El seu gran reconeixement internacional data d'aquests anys, amb la seva segona trilogia composta al voltant del tema del cos amb les peces Körper, S, i noBody, l'última peça de les quals es va presentar en el pati del Palau dels Papes en el Festival d'Avinyó de 2002.
A partir del 2005 estrena la seva primera òpera, Dido & Aeneas, amb l'Akademie für Alte Musik de l'Staatsoper Unter den Linden i continua la col·laboració amb la Schaubühne com a companyia independent, on estrenà Gezeiten el 2006. Va coreografiar Romeu i Julieta d'Hèctor Berlioz per al Ballet de l'Òpera de París el 2007, any en què va ser designada «coreògrafa de l'any» per la revista Ballet-Tanz.
El març de 2009, la companyia Sasha Waltz & Guests presentà Dialoge 09 - Neues Museum al Neues Museum de Berlín, alguns mesos abans la seva reobertura després de 10 anys d'obres.
El 2012 presentà a El Mercat de les Flors, amb la companyia Sasha Waltz, la peça ‘casi’, creada per Juan Kruz de Garaio Esnaola, ballarí i estret col·laborador artístic de la companyia.
El 2017, coincidint amb el seu imminent 25è aniversari, va presentar al Teatre Nacional de Catalunya, a Barcelona, la seva peça Kreatur, un espectacle amb 14 ballarins, que significa el retorn als orígens de la coreògrafa, quan buscava el diàleg amb altres formes artístiques: moviment, paraula, música, arts plàstiques, escenografia, etc. Intervenen en l'espectacle la dissenyadora Iris van Herpen, l'il·luminador Urs Schönebaum i el grup musical Soundwalk Collective.
Des de 2019 dirigeix el Ballet Nacional de Berlín, amb Johannes Öhman, i succeint Nacho Duato.

## Principals coreografies
| - 1992 : Dialoge - 1993 : Travelogue I - Twenty to Eight - 1994 : Tears Break Fast - 1995 : All Way Sis Steps - 1996 : Albereda de les cosmonautes - 1997 : Zweiland - 1998 : Na Zemlje - 1999 : Dialoge 99/II al Museu Jueu de Berlín - 2000 : Körper - 2000 : S - 2002 : noBody - 2003 : Insideout - 2004 : Impromptus - 2005 : Dido i Enees de Henry Purcell | - 2005 : Gezeiten - 2005 : Fantasie i Fugue a tres - 2006 : Solo für Vladimir Malakhov - 2006 : Dialoge 06 - Radiale Systeme - 2006 : Dialoge Chiostro di San Martino - 2007 : Medeamaterial sobre una música de Pascal Dusapin - 2007 : Romeu i Julieta d'Hector Berlioz per l'Òpera de París - 2009 : Dialoge 09 al Neues Museum - 2010 : Matsukase, posada en escena de l'òpera de Toshio Hosokawa - 2011 : Continu - 2013 : La consagració de la Primavera, música d'Ígor Stravinski |

## Premis i recompenses
- 2008: X Premi Europa Noves Realitats Teatrals[15]
- 2009: Insígnia oficial de l'Orde de les Arts i de les Lletres [16]